# 丘瓜拉馬斯市

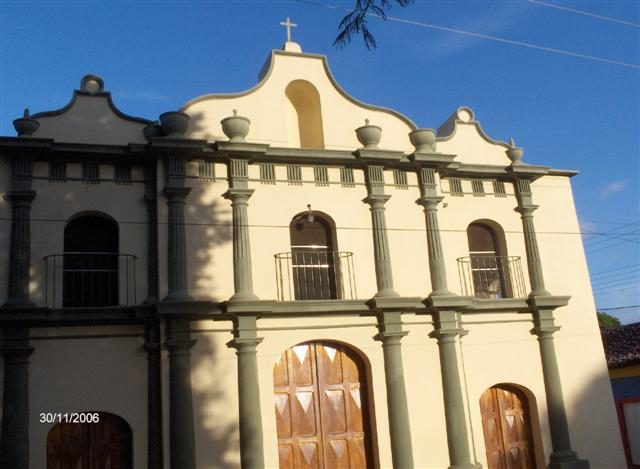

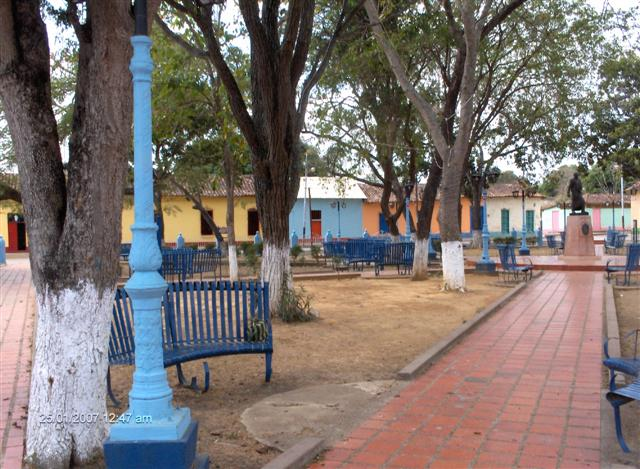

丘瓜拉馬斯市（西班牙語：Municipio Chaguaramas），是委內瑞拉的一個市，位於該國中部瓜里科州，首府設於丘瓜拉馬斯，始建於1653年，面積2,069平方公里，2001年人口10,521，人口密度每平方公里5.09人。